# Major (ZDA)
Major (izvirno angleško Major) je poljsko-častniški vojaški čin (plačilni razred: OF-04), ki je v uporabi v Kopenski vojni, Vojnem letalstvu in Korpusu mornariške pehote ZDA. Nižji čin je stotnik in višji podpolkovnik. 
V drugih Uniformiranih službah ZDA (Vojna mornarica ZDA, Obalna straža ZDA, Častniški korpus javne zdravstvene službe ZDA in Častniški korpus Nacionalne oceanske in atmosferske administracije ZDA) mu ustreza čin kapitana korvete. Obstaja pa razlika v uvrščanju častnikov: tako veljajo major za najnižje višje častnike, medtem ko veljajo kapitani korvete za najvišje najnižje častnike.
Oznaka čina je zlati hrastov list, pri čemer se različici za kopensko vojsko/vojno letalstvo in vojno mornarico/marinski korpus malenkostno razlikujeta.

## Kopenska vojska ZDA
Major v Kopenski vojski ZDA po navadi deluje kot bataljonski izvršilni častnik (XO) oz. operacijski častnik (S-3). Prav tako je lahko primarni štabni častnik v štabu brigade ali Task force na področju osebja, logistike ali operacij; majorji pa delujejo tudi kot nižji štabni častniki v štabih višjih formacij ali poveljstev. Poveljujejo pa tudi razširjenim četam na področju bojne podpore in službenih podpornih enot ter četam specialnih sil, civilno-vojaških zadev, psiholoških operacij, letalstva, vojaške obveščevalne dejavnosti,..
Domala vsi majorji v Kopenski vojski ZDA opravijo desetmesečni tečaj na Poveljniškem in generalštabnem kolidžu Kopenske vojske ZDA na Fort Leavenworthu, medtem ko se manjše število udeleži šolanja na satelitnih šolah, ki jih upravlja Fort Leavenworth, v Fort Belvoirju, Fort Leeju in Fort Gordonu. Leta 2009 je diplomiral največji razred v zgodovi Fort Leavenwortha v moči 960 diplomirancev.

### Ameriška državljanska vojna
Med ameriško državljansko vojno je Zvezna vojska ZDA obdržala iste oznake čina, kot jih je uporabljala Kopenska vojska ZDA. Konfederativna kopenska vojska pa je obdržala iste nazive, ampak je razvila lastne oznake; tako so jih nosili na ovratniku, pri čemer je bila oznaka majorja ena zlata zvezda. 

## Vojno letalstvo ZDA
Major Vojnega letalstva ZDA po navadi opravlja dolžnost višjega štabnega častnika na nivoju eskadrilje. V letalskih eskadriljah so majorji po navadi poveljniki letalskih čet (flight commander) oz. so pomočniki direktorja operacij; v primeru podpornih in kopenskih enot pa so lahko poveljniki celotnih eskadrilj. V medicinskem korpusu pa so majorji lahko vodje klinike oz. medicinskih čet.
Napredovanje v čin majorja ni avtomatično, ampak morajo stotniki uspešno napredovati preko selekcijskega odbora; po navadi tako napredujejo po 9-11 letih vojaške službe.